# Тоджинский кожуун
Тоджи́нский кожуун (тув. Тожу кожуун) — административно-территориальная единица и муниципальное образование (муниципальный район) в составе Республики Тыва Российской Федерации.
Административный центр — село Тоора-Хем.

## География
Кожуун расположен на северо-востоке республики. Площадь территории — 44,1 тыс. км² (крупнейший по площади кожуун республики).
Тоджинский кожуун относится к районам Крайнего Севера.
Рельеф
Кожуун расположен в Тоджинской котловине, обрамлённой Западным Саяном, Восточным Саяном и хребтом им. академика Обручева. В котловине — таёжная растительность, выше — горные тундры, гольцы.
Водные ресурсы
Густая речная сеть: Бий-Хем, Хамсара (Хам-Сыра), Улуг-Оо, Сыстыг-Хем, Кижи-Хем и др. Крупные озёра: Тоджа (Тожу, Азас), Нойон-Холь, Маны-Холь, Кадыш-Холь, Ушпе-Холь. В юго-восточной части — Бий-Хемский водопад.

## История
По одной версии, кожуун назван в честь животного, именуемого тывинцами «тош» — годовалый марал (самец) либо лось.
По другой, исторически по-тувински кожуун называется «Тожу кожуун». Кожуун назван по наименованию тувинского рода «тожу», коренного населения кожууна. На северо-западе современной Монголии также существовал «Тожу урянхай кожуун», что подтверждается картой в монгольском музее[каком?].

## Население
| 1990  | 2000  | 2002  | 2004  | 2005  | 2006  | 2007  | 2008  |
| ----- | ----- | ----- | ----- | ----- | ----- | ----- | ----- |
| 6407  | ↘5991 | ↘5931 | ↗5977 | ↗6048 | ↘6044 | ↗6062 | ↗6123 |
| 2009  | 2010  | 2011  | 2012  | 2013  | 2014  | 2015  | 2016  |
| ↘6113 | ↘6020 | ↗6023 | ↗6067 | ↗6102 | ↗6200 | ↗6462 | ↘6428 |
| 2017  | 2018  | 2019  | 2020  | 2021  |       |       |       |
| ↗6492 | ↗6545 | ↗6582 | ↗6649 | ↗6667 |       |       |       |

Численность населения — 6,1 тыс. человек (2007).

### Национальный состав
Население относится к особой этнической группе тувинцев — тувинцам-тоджинцам. Проживают также русские и буряты.

## Муниципально-территориальное устройство
В Тоджинском кожууне 6 сумонов (сельских поселений):
| № | Сумон (сельское поселение) | Административный центр | Количество населённых пунктов | Население    | Площадь, км2 |
| - | -------------------------- | ---------------------- | ----------------------------- | ------------ | ------------ |
| 1 | Азасский                   | село Адыр-Кежиг        | 1                             | ↗1390 (2018) | 27,21        |
| 2 | Ийский                     | село Ий                | 1                             | ↗1420 (2018) | 34,61        |
| 3 | Сыстыг-Хемский             | село Сыстыг-Хем        | 1                             | ↘142 (2018)  | 13,31        |
| 4 | Тоора-Хемский              | село Тоора-Хем         | 2                             | ↗3170 (2018) | 24,56        |
| 5 | Чазыларский                | село Чазылары          | 1                             | ↗145 (2018)  | 1,52         |
| 6 | Ырбан                      | село Ырбан             | 1                             | ↘278 (2018)  | 8,68         |

### Населённые пункты
В Тоджинском кожууне 7 населённых пунктов:
| № | Населённый пункт | Тип  | Население    | Сумон (сельское поселение) |
| - | ---------------- | ---- | ------------ | -------------------------- |
| 1 | Адыр-Кежиг       | село | ↘1289 (2021) | Азасский                   |
| 2 | Ий               | село | ↘1122 (2021) | Ийский                     |
| 3 | Салдам           | село | ↗576 (2021)  | Тоора-Хемский              |
| 4 | Сыстыг-Хем       | село | ↘84 (2021)   | Сыстыг-Хемский             |
| 5 | Тоора-Хем        | село | ↗3264 (2021) | Тоора-Хемский              |
| 6 | Чазылары         | село | ↘104 (2021)  | Чазыларский                |
| 7 | Ырбан            | село | ↘228 (2021)  | Ырбан                      |

## Местное самоуправление
Председатели администрации муниципального образования Тоджинский кожуун
- Чаш-оол Олег Кызыл-оолович

## Экономика
Основные занятия населения — заготовка леса, охота, оленеводство (в горах). На реке Сыстыг-Хем — добыча золота.
На территории кожууна, в центральной части хребта академика Обручева, находится Кызыл-Таштыгское полиметаллическое месторождение, разработку которого ведёт китайская горная корпорация.

## Транспорт
Тоора-Хем связан регулярным авиасообщением со столицей республики — Кызылом. В летнее время выполняется переправа через Большой Енисей с помощью парома. Открыта автодорога Бояровка — Тоора-Хем (из Каа-Хемского кожууна).

## Достопримечательности
В Тоджинском кожууне расположен заповедник Азас (основная задача — охрана редкого подвида бобр-тувинский).